# Kimavu annulicornis
Kimavu annulicornis är en stekelart som först beskrevs av Charles Thomas Brues 1924.  Kimavu annulicornis ingår i släktet Kimavu och familjen bracksteklar. Inga underarter finns listade i Catalogue of Life.